# Daniela Costianová
Daniela Costianová (* 30. dubna 1965 Brăila) je bývalá rumunská atletka, která od roku 1990 reprezentovala Austrálii. Její specializací byl hod diskem.
Její osobní rekord z 30. dubna 1988 má hodnotu 73,84 metru, což ji řadí na 5. místo v dlouhodobých tabulkách.